# Benjamin Baker (ingegnere)
Benjamin Baker (Frome, 31 marzo 1840 – Pangbourne, 19 maggio 1907) è stato un ingegnere inglese.

## Biografia
Sir Benjamin Baker studiò matematica alla Cheltenham Grammar School e fece un apprendistato alla Neath Abbey Iron Works, ove imparò le basi dell'ingegneria. Nel 1861 divenne l'apprendista di Sir John Fowler (i due diverranno ufficialmente soci nel 1875) con il quale fu responsabile della costruzione della District Railway. Negli stessi anni fu autore di una serie di articoli apparsi nella rivista Engineering che esercitarono un'importante influenza nell'ambito dell'ingegneria civile e che furono tradotti in varie lingue. I suoi principi ingegneristici furono applicati nella costruzione del Forth Bridge, eretto fra il 1882 e il 1890 e considerato uno dei suoi progetti più importanti. Negli USA realizzò il ponte in acciaio sul fiume Mississippi a Saint Louis e riuscì a permettere il completamento del primo tunnel del fiume Hudson. Per molti anni avviò diversi progetti ingegneristici in Egitto e fu responsabile della creazione di un cilindro entro il quale sarebbe stato racchiuso e trasportato a Londra l'obelisco noto come Ago di Cleopatra. Il suo ultimo progetto fu la vecchia diga di Assuan, inaugurata nel 1902. Baker morì a Pangbourne nel 1907.